# 은행동 (시흥시)
은행동(銀杏洞)은 대한민국 경기도 시흥시의 행정동이다.

## 개요
은행동은 조선시대는 인천부 신현면 삼리였다가 1914년 3월 1일에는 부천군 은행리로 되었고 1980년 12월 1일 소래읍 은행리로 되었다. 이 마을은 은행정 안사기슭에 큰 나무가 있어 이 나무를 상징으로 하여 "은행리"라 하였다.
동서남북으로 매화동, 신천동, 대야동, 계수동, 신현동으로 둘러싸여 있는 시흥시의 심장부라 할 수 있으며 동과 서를 연결하는 국도 제42호선(수인산업도로)와 남과 북을 연결하는 국도 제39호선이 각각 관통하고 있어 교통의 요충지라 할 수 있으며, 특히 학교가 많이 위치하고 있으며 자연부락 주민과 신도시로 유입한 주민간의 조화로운 화합으로 도농이 함께 어우러져 발전하는 고장이다.

## 법정동
- 은행동(銀杏洞)
- 안현동(鞍峴洞)

## 교육
- 은빛초등학교
- 검바위초등학교
- 금모래초등학교
- 웃터골초등학교
- 소래중학교
- 은행중학교
- 소래고등학교
- 은행초등학교
- 은행고등학교

## 아파트
| 단지명                    | 건설사                    | 시행사           | 주소                        | 입주        | 비고                            |
| ------------------------- | ------------------------- | ---------------- | --------------------------- | ----------- | ------------------------------- |
| 은계 우미린 더 퍼스트     | 영송건설㈜ 우미건설       | 우심산업개발㈜   | 은계중앙로 115 (은행동)     | 2018년 9월  |                                 |
| 은계 제일풍경채 더 숲     | 제일건설㈜ ㈜제이아이건설 | ㈜제이제이씨앤씨 | 은계중앙로 151 (은행동)     | 2020년 3월  |                                 |
| 은행대우 1차              | 대우건설                  | 대우㈜ 건설부문  | 은행로 122 (은행동)         | 1996년 10월 |                                 |
| 은행대우 2차              | 대우건설                  | 대우㈜ 건설부문  | 은행로144번길 21-1 (은행동) | 1997년 9월  |                                 |
| 은행대우 3차              | 대우건설                  | 대우㈜ 건설부문  | 은행로 107 (은행동)         | 1998년 11월 | 구 경찰종합학교 소래사격장 부지 |
| 시흥은행 4차 푸르지오     | 대우건설                  | 군인공제회       | 은행로 93-1 (은행동)        | 2004년 7월  | 구 ㈜광덕물산 소래공장 부지     |
| 시흥은행 두산             | 두산건설                  | 두산건설         | 대은로104번길 25 (은행동)   | 1997년 11월 |                                 |
| 은계 한양수자인 더 클래스 | ㈜비에스한양              | ㈜보성           | 은계남로 11 (은행동)        | 2018년 12월 |                                 |

## 문화
- 김치인 선생묘 (향토유적 1호)